# Acanthiops faro
Acanthiops faro is een haft uit de familie Baetidae. De wetenschappelijke naam van de soort is voor het eerst geldig gepubliceerd in 2001 door Barber-James & McCafferty.
De soort komt voor in het Afrotropisch gebied.